# 巴恩希爾鎮區 (伊利諾伊州韋恩縣)
巴恩希爾鎮區（英語：Barnhill Township）是位於美國伊利諾伊州韋恩縣的一個行政鎮區。

## 地方資料
根據2010年美國人口普查的數據，巴恩希爾鎮區的面積為87.70平方千米，當中陸地面積為87.30平方千米，而水域面積為0.40平方千米。當地共有人口581人，而人口密度為每平方千米6.62人。